# Peter Blok
Peter Stephanus Blok (Den Haag, 7 april 1960) is een Nederlands acteur.

## Loopbaan
Blok groeide op in Delft samen met zijn ouders en zijn vier jaar oudere zus. Tot teleurstelling van zijn vader, die hem graag naar het Natlab had zien gaan, ging hij naar de toneelschool in Maastricht. Daar leerde hij onder andere de acteurs Pierre Bokma, Gijs Scholten van Aschat, regisseur Willem van de Sande Bakhuyzen en schrijfster en zijn toekomstige vrouw, Maria Goos kennen die later samen bekendheid kregen in succesvolle producties als Cloaca en Pleidooi.
Met de bovengenoemde acteurs en regisseur trad Blok tijdens de toneelschoolperiode op als zanggroep De Hermannen. In 1982 studeerde hij af aan deze toneelschool en begon hij als acteur bij het vlakke vloer theater (theater waarbij het podium op dezelfde hoogte staat als het publiek) van Toneelgroep Centrum in Amsterdam.
Blok is als freelancer betrokken bij veel verschillende theater- en toneelgroepen, waaronder dus Toneelgroep Centrum, De Nieuwe Komedie, Het Nationale Toneel, Het Toneel Speelt en Regio Theater Zaandam.
Hij is stemacteur voor diverse animatiefilms, waaronder Pocahontas, De Klokkenluider van de Notre Dame, Tarzan, Stuart Little 2 en Shrek 2. Ook is Blok te horen bij de audiotoer van Paleis Het Loo.

## Persoonlijk
Blok was drieëndertig jaar getrouwd met schrijfster Maria Goos. Samen hebben ze twee dochters. In 2013 werd het huwelijk ontbonden, nadat hij een relatie gekregen had met actrice Tjitske Reidinga.
Op 24 december 2021 zijn Blok en Reidinga in stilte getrouwd, middenin coronatijd.

## Werk

### Filmografie
- 1996 - De jurk - De Vos
- 1998 - Madelief, krassen in het tafelblad - Opa als jonge man
- 2003 - Cloaca - Tom
- 2004 - In Oranje - Arend te Pas
- 2004 - Zinloos - Martin Hogeveen
- 2004 - Stille Nacht - Dekker
- 2005 - Leef! - Paul
- 2006 - Zwartboek - Van Gein
- 2007 - Alles is Liefde - Verteller
- 2012 - De verbouwing - Johan
- 2016 - Riphagen - Gerrit van der Veen
- 2019 - Penoza: The Final Chapter - Jack van Zon
- 2020 - Alles is zoals het zou moeten zijn - meneer van Kralingen
- 2023 - Happy Single - Harm
- 2023 - Alles is nog steeds zoals het zou moeten zijn - meneer van Kralingen

### Televisieseries
- 1988 - Medisch Centrum West - Edward Benning (1988)
- 1992 - 12 steden, 13 ongelukken - Victor
- 1993 - Pleidooi - Cas Heystee (1993-1995)
- 1998 - Oud Geld - Bram
- 1999 - De Daltons - Vader (1999-2000)
- 2000 - Russen: Blind vertrouwen - Weistra
- 2002 - Baantjer: De Cock en de moord om het woord - Simon Bouwman
- 2003 - Klem in de draaideur - Paul Witteman
- 2006 - Evelien - Harko van Brakem
- 2006 - Waltz - Vriendje Bruno
- 2006 - Keyzer & De Boer Advocaten - Hans Linthout
- 2007 - De Daltons: 7 jaar later - Vader (2007-2008)
- 2010 - Annie M.G. - André van den Heuvel
- 2011 - In therapie (seizoen 2) - Jonathan Franke
- 2012 - Lijn 32 - Klaas Kroon
- 2012 - Moeder, ik wil bij de Revue -  Gerrit van Woerkom
- 2012 - Golden Girls (Nederland) - Psychiater
- 2013 - Volgens Robert - Robert Finkelstein, tevens co-auteur scenario (met Maria Goos)
- 2013-2015 - Penoza (seizoen 3-4) - Jack van Zon
- 2015 - Goedenavond dames en heren -  Berend Langeveld
- 2015 - 't Schaep Ahoy - colporteur Cees
- 2015 - De Affaire - Tom Waardenburg
- 2015-2019 - Familie Kruys - Tom/Hans
- 2018 - Welkom in de 80-jarige oorlog - Filips II van Spanje
- 2019 - Kerst bij Koosje (exclusief voor Videoland) - Viktor
- 2020 - Koppensnellers - Schelto
- 2020 - All Stars & Zonen - Harold Willems (Harry)
- 2020 - Het A-woord - Cas Tersteeghe
- 2021 - De K. van Karlijn - Gianni Vaatstra
- 2021 - Flikken Rotterdam - Jack van den Brink
- 2021 - The Spectacular - Daniël de Lange
- 2022 - Diepe Gronden - Jonathan
- 2022 - De Verschrikkelijke Jaren Tachtig - Machiel
- 2022 - Rampvlucht (dramaserie) - Theo Meijer (politicus)
- 2023 - Anoniem - Paul van Zetten
- 2023 - Hockeyvaders - Maarten Beerensteyn
- 2023 - Dag & Nacht (serie) - Johan
- 2024 - Nemesis - Ed  Koppers
- 2025 - De Vuurwerkramp - Burgemeester Jan Hendriks
- Blok is ook regelmatig te gast in het Human-programma De vloer op.[9]

### Stemmen
- 1995 - Pocahontas - John Smith
- 1996 - De Klokkenluider van de Notre Dame - Phoebus
- 1998 - Pocahontas II: Reis naar een Nieuwe Wereld - John Smith
- 1999 - Tarzan - Tarzan
- 1999 - Stuart Little - Frederik Little
- 2001 - Atlantis: De verzonken stad - Rourke
- 2001 - De Klokkenluider van de Notre Dame II - Phoebus
- 2001 - De Legende van Tarzan - Tarzan
- 2002 - De Leeuwenkoning - Mufasa (alleen liedje 'Nieuws van de dag')
- 2002 - Tarzan & Jane - Tarzan
- 2002 - Stuart Little 2 - Frederik Little
- 2002 - Tom & Thomas - Paul
- 2003 - Jungle Boek 2 - Baloe
- 2004 - Shrek 2 - Shrek
- 2004 - Far Far Away Idol - Shrek
- 2006 - Nanny McPhee - Cedric
- 2006 - Baas in Eigen Boos - Hunter Shaw
- 2007 - Shrek de Derde - Shrek
- 2007 - Shrek the Halls - Shrek
- 2010 - Shrek voor Eeuwig en Altijd - Shrek
- 2010 - Scared Shrekless - Shrek
- 2010 - Donkey's Caroling Christmas-tacular - Shrek
- 2012 - ParaNorman - Perry
- 2014 - Muppets Most Wanted - Dominic Bedriger
- 2017 - Het verlangen - voice over

### Theater
- 2009 - De ingebeelde zieke
- 2010 - Blasted - Ian
- 2011 - Augustus: Oklahoma
- 2011 - Doek! - Wouter
- 2012-2013 - De ideale vrouw - John Middleton
- 2013 - Hij Gelooft in Mij - Jan van Galen
- 2013-2014 - De tijd voorbij - Hugo
- 2014 - Blasted - Ian
- 2014-2015 - Welkom in de familie - Pierre
- 2015-2016 - Doek! - Wouter
- 2015-2016 - Een soort Hades - Alex
- 2016 - La Musica 2
- 2016 - In de ban van Broadway - Lloyd
- 2023 - Cock - Schoonvader John
- 2024 - Een man, een man - Van Wees

- Bibliothèque nationale de France: cb169038114 (data)
- Gemeinsame Normdatei: 1062224183
- International Standard Name Identifier: 0000 0003 6878 3884
- Nederlandse Thesaurus van Auteursnamen: 118824821
- Virtual International Authority File: 286789950
- WorldCat: E39PBJxWPgRyPQdDGJf4XDckjC